# Roger Vadim
Roger Vadim (numele complet Roger Vadim Plémiannikov; n. 26 ianuarie 1928, Paris, Franța – d. 11 februarie 2000, Paris, Franța) a fost un regizor, scenarist, actor, romancier și poet francez.
Pasionat de cinema, literatură și muzică, a scris scenarii și a regizat peste 30 de filme. Cele mai cunoscute filme ale sale, cu certe calități din punct de vedere vizual și cu aluzii erotice, sunt: Et Dieu... créa la femme („Și Dumnezeu a creat femeia (film din 1956)⁠(d)”, 1956), Et mourir de plaisir⁠(d) (1960), Barbarella (1968) și Pretty Maids All in a Row⁠(d) (1971). Prin intermediul unora dintre filmele regizate de el, le-a făcut vedete ale marelui ecran pe partenerele sale Brigitte Bardot, Annette Stroyberg⁠(d), Catherine Deneuve și Jane Fonda.

## Biografie
Roger Vadim era fiul lui Igor Nicolaievici Plemiannikov (1904-1938), care făcea parte dintr-o familie a nobilimii ruse. Înrolat în armata lui Wrangell la paisprezece ani pentru a lupta împotriva bolșevicilor, Igor a fost luat prizonier și condamnat la moarte. Reușind să fugă cu o zi înainte de execuție, s-a alăturat familiei sale care se refugiase la Varșovia. A ajuns în Franța în octombrie 1924, a devenit student la Institutul Național de Limbi și Civilizații Orientale, fiind naturalizat francez în 1928. A fost numit viceconsul al Franței în Egipt, unde fiul său, Roger Vadim și-a petrecut prima parte a copilăriei într-un univers romantic.
Mama lui Roger, Marie-Antoinette Ardilouze, pe care tatăl ei a cunoscut-o când era studentă la limba rusă, era originară din Languedoc prin tatăl ei și din Provence prin mama ei. Născută în 1904 la Marsilia, ea a murit în 1990.
La data nașterii lui Roger Vadim, părinții săi nu erau căsătoriți, tatăl său fiind pe atunci încă soțul unei rusoaice cu care se căsătorise la Brest Litovsk pe 11 august 1924.
La sfârșitul anului 1938, pe când Roger avea 10 ani, tatăl său a murit la Morzine (Haute-Savoie) din cauza malariei. În septembrie 1939, Roger și sora sa Hélène (Hélène Plemiannikov, care mai târziu s-a ocupat cu montajul de film), s-au stabilit împreună cu mama lor în micul sat Folliets, comuna Les Gets, din departamentul Haute-Savoie. Acolo, Roger l-a întâlnit pe viitorul regizor Yves Robert⁠(d), cu care s-a împrietenit. În septembrie 1940, el  s-a întors în departamentul Var pentru a-și urma studiile secundare. În 1945, la sfârșitul celui de-al Doilea Război Mondial, familia s-a stabilit în sudul Franței, la Mandelieu-la-Napoule, apoi s-a întors la Paris. Roger Vadim a rămas fidel locurilor din Les Gets, unde a filmat câteva exterioare pentru filmele sale Les Liaisons Dangereuses, L'Amour fou și Hellé și unde a locuit cu Marie-Christine Barrault. În 1992, a cumpărat o fermă veche acolo, în Plan-Ferraz.

### Cariera artistică
În 1947, la vârsta de 19 ani, Roger Vadim a abandonat studiile pe care le urma la Institutul de Studii Politice din Paris, preferând viața de actor la Paris. S-a înscris la lecțiile de actorie ale lui Charles Dullin. Scriitorul André Gide l-a prezentat regizorului Marc Allégret, al cărui asistent a devenit, activând ca asistent de regie la realizarea filmelor Jusqu'à ce que mort s'ensuive⁠(d) (1948, cu Valerie Hobson și Stewart Granger), Maria Chapdelaine (1950, cu Michèle Morgan), Julietta (1953, cu Jean Marais, Dany Robin și Jeanne Moreau).
A scris scenariile filmelor Blackmailed (1951, cu Mai Zetterling și Dirk Bogarde) și L'amante di Paride (1954, cu Hedy Lamarr).
De asemenea, a fost jurnalist și reporter-fotograf la Paris Match, până în 1956.

### Brigitte Bardot
În 1949, Roger Vadim a observat-o pe Brigitte Bardot, pe atunci în vârstă de 15 ani, pe coperta revistei Elle și i-a cerut lui Marc Allégret să accepte o audiție a acesteia pentru un rol într-un film.
Dragostea la prima vedere dintre Roger și Brigitte a fost imediată și reciprocă.
În 1950, tânărul cuplu de îndrăgostiți (el avea 22 de ani, iar ea doar 16), a mers într-o vacanță de vară în Cap Myrtes, lângă Saint-Tropez. Pentru a se conforma dorințelor părinților lui Brigitte (Louis și Anne-Marie Bardot), ei au trebuit să aștepte până când Brigitte Bardot a împlinit 18 ani pentru a se putea căsători. În 1952, tânăra actriță Brigitte Bardot a sărbătorit a 18-a sa aniversare și, pe 4 aprilie 1952, cei doi îndrăgostiți s-au putut căsători în sfârșit la primăria din Arondismentul 16 din Paris, apoi, religios, la Biserica Notre-Dame-de-Grâce-de-Passy.
Roger Vadim se străduiește să-și lanseze tânăra soție în lumea cinematografiei. Obține pentru ea un rol în filmul Futures vedettes⁠(d) („Viitoare vedete”), regizat de mentorul său Marc Allégret (film pentru care Vadim a scris adaptarea și dialogurile), în care tânăra îl tulbură pe Jean Marais.
Odată cu filmul Et Dieu... créa la femme („Și Dumnezeu a creat femeia (film din 1956)⁠(d)”) din 1956, regizat de soțul ei, Brigitte Bardot devine o adevărată vedetă, apreciată atât de public, cât și de criticii de cinema. Ea avea 22 de ani când a interpretat rolul principal feminin în acest film (cel masculin fiind jucat de Jean-Louis Trintignant). Juliette, interpretată de Brigitte Bardot, este o tânără total lipsită de griji, ingenuă, aflată în culmea frumuseții ei și care îi fascinează pe toți bărbații din satul de pescari Saint-Tropez, unde locuiește. Ea se gândește doar la distracție și la plăcerile vieții într-o comunitate atașată în mod tradițional de bunele moravuri și de munca serioasă. În acest film, Roger Vadim a lansat o nouă imagine a feminității, eliberată de complexe, directă, inocentă și provocatoare totodată. Filmul a avut un succes relativ în Franța, dar a triumfat în Statele Unite. Brigitte Bardot devine un mit viu, un model social și un sex-simbol internațional. Filmul dezlănțuie la fel de multă pasiune și idolatrie, ca și scandal și mânie împotriva imoralității și a făcut din micul sat pescăresc Saint-Tropez un loc de legendă prin simpla prezență a lui Bardot.
Cei doi au divorțat în 1957; ei nu au avut copii împreună, dar au rămas în legătură și chiar au colaborat la proiecte ulterioare. Motivul declarat al divorțului a fost faptul că Brigitte Bardot intrase într-o relație extraconjugală cu Jean-Louis Trintignant, partenerul ei din filmul Et Dieu... créa la femme. Roger Vadim a mai regizat încă alte patru filme cu Brigitte Bardot: Îndrăgostiți sub clar de lună (1958), La Bride sur le cou⁠(d) (1961), Le Repos du guerrier⁠(d) (1962) și Don Juan 73⁠(d) (1973), dar acestea nu au reușit să întreacă notorietatea lui Et Dieu... créa la femme, în pofida abordării unor subiecte considerate scandaloase în acea perioadă.

### Annette Stroyberg

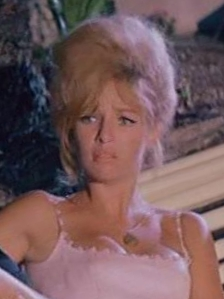
Annette Stroyberg în 1962

După succesul avut cu filmul Et Dieu... créa la femme („Și Dumnezeu a creat femeia (film din 1956)⁠(d)”), Roger Vadim s-a dedicat definitiv regiei și a realizat la Veneția filmul Nu se știe niciodată..., o poveste polițistă cu Françoise Arnoul, Robert Hossein (care a lucrat de șase ori cu Vadim) și Christian Marquand, prezent deja în filmul său anterior. În 1959, a filmat adaptarea romanului lui Pierre Choderlos de Laclos, pe scenariul scris de Roger Vailland, Les liaisons dangereuses⁠(d), cu Gérard Philipe, Jeanne Moreau, Jean-Louis Trintignant și Annette Stroyberg⁠(d). Roger Vadim o cunoscuse pe Annette Stroyberg cu un an mai înainte, în timpul filmărilor pentru Îndrăgostiți sub clar de lună. Ei s-au căsătorit la 17 iunie 1958, ulterior având o fiică: Nathalie Vadim.
Deși Vadim spera să aibă un succes similar cu cel avut cu Et Dieu... créa la femme, a fost dezamăgit, criticii tradiționali neiertându-i această nouă abatere de la morală.
După ce au mai filmat împreună Et mourir de plaisir⁠(d), un film cu vampiri care s-a bucurat de o distribuție internațională (Mel Ferrer și Elsa Martinelli, printre alții), Roger și Annette au divorțat în 1960.
În același an, Roger Vadim a jucat în filmul Testamentul lui Orfeu, regizat de Jean Cocteau, film în care și-a interpretat propriul personaj.

### Catherine Deneuve
În 1961, Roger Vadim, care împlinise 33 de ani, a cunoscut-o pe Catherine Deneuve, care avea doar 17 ani, pe platourile de filmare ale filmului Pariziencele, regizat de Marc Allégret, film pentru Vadim scrisese scenariul secțiunii Sophie (Deneuve a jucat în acea secțiune a filmului alături de Johnny Hallyday).. În același an, Vadim a scris adaptarea și dialogurile pentru filmul Et Satan conduit le bal⁠(d), în care au jucat Françoise Brion, Catherine Deneuve și Bernadette Lafont.
Roger și Catherine s-au îndrăgostit și au format un cuplu. Ei au avut un fiu, Christian Vadim⁠(d), născut pe 18 iunie 1963. Douăzeci de ani mai târziu, tatăl său i-a oferit acestuia unul dintre rolurile principale din Surprise Party⁠(d) (1983). În 1962, Vadim a produs și scurtmetrajul Ça c'est la vie cu Catherine Deneuve, Serge Marquand și Juliette Mayniel.
Roger Vadim i-a oferit lui Catherine Deneuve primul ei rol major din carieră în filmul Le Vice et la Vertu („Viciul și virtutea⁠(d)”), regizat de el în 1963. Filmul, inspirat de personajele Marchizului de Sade, transpuse însă în timpul celui de-al Doilea Război Mondial, având scenariul scris de Roger Vailland și în care a mai jucat și Annie Girardot, a fost însă primit cu ostilitate de către critici și a fost ocolit de public.
Pentru următorul său film, Château en Suède („Castel în Suedia⁠(d)”), bazat pe piesa de teatru a lui Françoise Sagan, Vadim a recurs la vedete străine: Curd Jürgens și Monica Vitti. De asemenea, în distribuție au mai apărut Jean-Claude Brialy, Jean-Louis Trintignant și debutanta Françoise Hardy.
Legătura dintre Roger și Catherine s-a încheiat în 1964. Această legătură i-a adus o anumită notorietate lui Catherine Deneuve, care a fost totuși percepută mai mult ca o figură publică decât ca actriță, în perioada respectivă.

### Jane Fonda

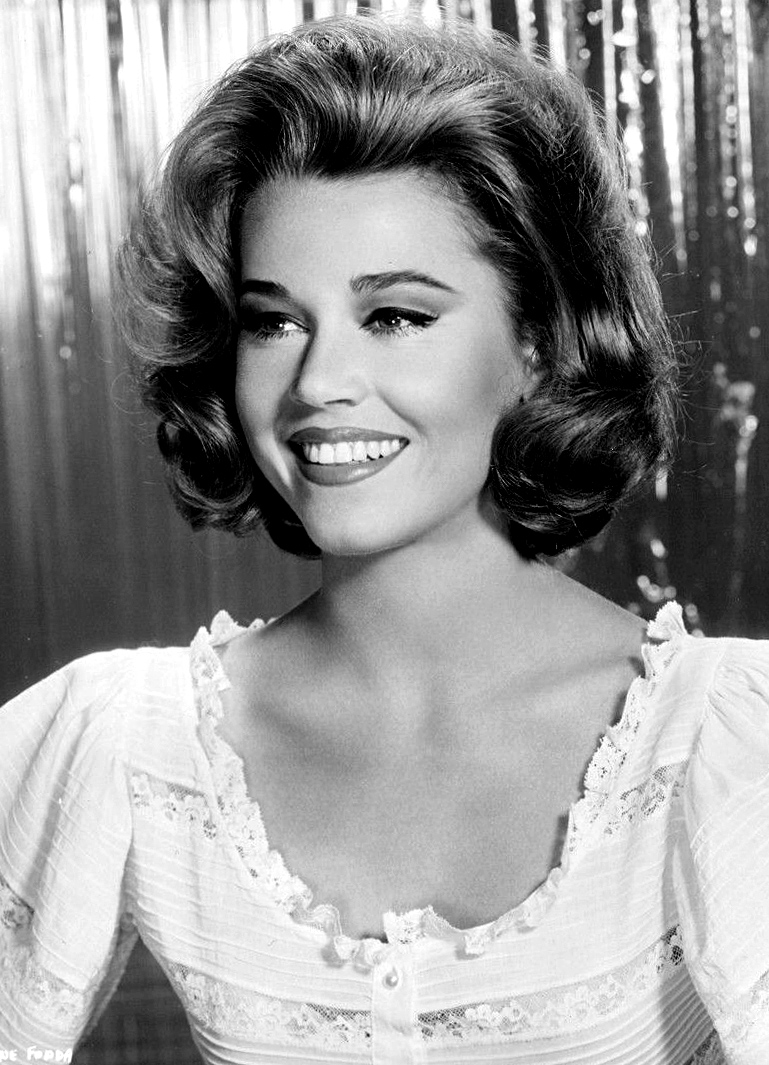
Jane Fonda în 1963

În 1964, la vârsta de 36 de ani, Roger Vadim s-a îndrăgostit de actrița americană Jane Fonda, în vârstă de 27 de ani, pe platoul de filmare a producției Caruselul⁠(d), pe care a regizat-o după piesa de teatru Reigen de Arthur Schnitzler, pe un scenariu de Jean Anouilh, film în care au mai jucat Anna Karina, Helmut Berger⁠(d), Jean Sorel și Françoise Dorléac. Ei s-au căsătorit pe 18 mai 1967, la Saint-Ouen-Marchefroy (Eure-et-Loir), având și o fiică, Vanessa, născută pe 28 septembrie 1968 la Paris.
Regizorul îi încredințează noii sale soții rolul principal în  filmul La Curée⁠(d), după romanul omonim al lui Émile Zola, cu dialoguri scrise  de Jean Cau. Deși filmul a avut succes la public, situând-se printre primele zece filme din box office-ul francez în 1966, criticii de specialitate nu l-au apreciat atunci când a fost proiectat la Festivalul de Film de la Veneția.
În 1968, Vadim realizează Barbarella, un film science fiction cu tente erotice bazat pe benzile desenate ale lui Jean-Claude Forest. Jane Fonda a jucat în rolul principal, în distribuție mai apărând, printre alții, Ugo Tognazzi, David Hemmings⁠(d), Anita Pallenberg și Marcel Marceau. Filmul s-a bucurat de succes la public, iar pentru rolul său Jane Fonda este nominalizată în 1970 la premiul Laurel (secțiunea „Cea mai bună actriță”).
Jane Fonda apare și în rolul principal din segmentul „Metzengerstein” al filmului Povestiri extraordinare, o coproducție franco-italiană care a avut premiera în 1968. Filmul, compus din trei secțiuni, este o ecranizare a trei povestiri ale lui Edgar Allan Poe, regizate de Roger Vadim, Louis Malle și Federico Fellini. În prima secțiune a filmului, cea regizată de Vadim, au mai jucat Peter Fonda (fratele lui Jane) și Anny Duperey.
Jane l-a părăsit pe Roger pentru a se alătura organizației neguvernamentale Vietnam Veterans Against the War⁠(d), care milita împotriva Războiului din Vietnam, întorcându-se în Statele Unite. Cei doi divorțat în 1972.

### Perioada 1971–2000
În 1971, Roger Vadim a regizat la Hollywood filmul Pretty Maids All in a Row⁠(d), după un scenariu al lui Gene Roddenberry, o comedie neagră în care au jucat Rock Hudson, Angie Dickinson și Telly Savalas. Deși nu a fost primit prea bine de către critici, filmul a avut succes la public, iar mai târziu, Quentin Tarantino l-a ales în „Top 10 a celor mai bune filme din toate timpurile” pentru ediția din 2012 a acestui top din revista Sight & Sound⁠(d).
Un an mai târziu, o cunoaște pe Catherine Schneider, fiica lui Charles Schneider și a lui Lilian Constantini, moștenitoarea „imperiului siderurgic” Schneider-Creusot⁠(d), cu care are un fiu, Vania. S-au căsătorit în 1975, dar au divorțat doi ani mai târziu, în 1977.
Între timp, Vadim a regizat filmul Une femme fidèle⁠(d), al cărui scenariu este inspirat din romanul epistolar Legături periculoase⁠(d) al lui Pierre Choderlos de Laclos, cu Sylvia Kristel, Nathalie Delon și actorul englez Jon Finch⁠(d) în rolurile principale.
După acest al patrulea divorț, el și-a făcut debutul în televiziune cu filmul Bonheur, impair et passe⁠(d), o nouă adaptare de Françoise Sagan, având o distribuție remarcabilă: Danielle Darrieux, Ludmila Mikaël⁠(d) și Philippe Léotard. Ulterior, Vadim a regizat în Statele Unite, dar nici Night Games⁠(d) (1980) și nici The Hot Touch⁠(d) (1981) nu s-au bucurat de un succes prea mare la public. În aceeași perioadă, a jucat în filmul lui George Cukor, Bogate și celebre⁠(d) (1981). Revenind în Franța, Roger Vadim a realizat în 1983 filmul Surprise Party⁠(d), cu Caroline Cellier, Mylène Demongeot, Michel Duchaussoy⁠(d) și Christian Vadim⁠(d).
În 1980, după ce împlinise 52 de ani, a cunoscut-o pe Ann Biderman⁠(d), o scenaristă americană de 29 de ani, cu care s-a logodit în 1984, dar de care s-a despărțit în 1986.
În 1988, a realizat un remake al marelui său succes din 1956 Et Dieu... créa la femme (Și Dumnezeu a creat femeia (film din 1956)⁠(d)), intitulat Și Dumnezeu a creat femeia⁠(d), cu Rebecca De Mornay⁠(d) în rolul jucat de Brigitte Bardot în 1956.
În 1990, la vârsta de 62 de ani, și-a găsit în sfârșit liniștea alături de actrița Marie-Christine Barrault, pe care a cunoscut-o la Festivalul de Film al Poliției din Cognac, unde amândoi erau membri ai juriului. După ce au conviețuit împreună o vreme, s-au căsătorit la 13 decembrie 1990 în Levallois-Perret (Hauts-de-Seine). Vadim a regizat câteva piese de teatru în care a jucat Marie-Christine Barrault, printre care Même heure l'année prochaine („La aceeași oră, anul viitor”) și Enfin seuls! („În sfârșit singuri!”), precum și filmele de televiziune Amour fou⁠(d) (1993), La Nouvelle tribu⁠(d) (1996), Mon père avait raison⁠(d) (1996) și Un coup de baguette magique⁠(d) (1997).
Roger Vadim a scris și patru romane, printre care Le Goût du bonheur („Gustul fericirii”), în care și-a descris soțiile, cu care a rămas în relație strânsă, prietenoasă și profesională de-a lungul întregii sale vieți.

### Decesul
Grav bolnav de câteva luni, Roger Vadim a murit pe data de 11 februarie 2000, într-un spital din Paris, în urma unui cancer de timus. Serviciul funerar religios a avut loc în abația Saint-Germain-des-Prés⁠(d), chiar în ziua de Valentine's Day, în prezența a sute de admiratori. A fost apoi înmormântat, în prezența a cinci dintre fostele lui partenere de viață, Brigitte Bardot, Annette Stroyberg⁠, Jane Fonda, Catherine Schneider și Marie-Christine Barrault, în cimitirul de la Saint-Tropez, situat pe malul mării, la câțiva metri de țărm, cu vedere spre Golful Saint-Tropez⁠(d).

## Filmografie

### Regizor

#### Cinema
- 1956: Și Dumnezeu a creat femeia⁠(d) (Et Dieu... créa la femme)
- 1957: Nu se știe niciodată...
- 1958: Îndrăgostiți sub clar de lună
- 1959: Les liaisons dangereuses⁠(d)
- 1960: Să mori de plăcere (Et mourir de plaisir⁠(d))
- 1961: La Bride sur le cou⁠(d)
- 1962: Le Repos du guerrier⁠(d)
- 1962 Les Sept Péchés capitaux, segmentul L'Orgueil
- 1963: Le Vice et la Vertu („Viciul și virtutea⁠(d)”)
- 1963: Château en Suède („Castel în Suedia⁠(d)”)
- 1964: Caruselul⁠(d) (La Ronde)
- 1966: La Curée⁠(d)
- 1968: Povestiri extraordinare, segmentul „Metzengerstein”
- 1968: Barbarella
- 1971: Pretty Maids All in a Row⁠(d)
- 1972: Hellé⁠(d)
- 1973: Don Juan 73⁠(d)
- 1974: La Jeune Fille assassinée⁠(d)
- 1976: Une femme fidèle⁠(d)
- 1980: Night Games⁠(d)
- 1981: The Hot Touch⁠(d)
- 1983: Surprise Party⁠(d)
- 1988: Și Dumnezeu a creat femeia (Et Dieu... créa la femme) (remake american după Și Dumnezeu a creat femeia (film din 1956)⁠(d))

#### Televiziune
- 1977: Bonheur, impair et passe⁠(d) (film de televiziune)
- 1983: The Hitchhiker⁠(d) (serial de televiziune)
- 1983: Beauty and the Beast (episodul 6 din sezonul 3 al programului TV Faerie Tale Theatre)[44]
- 1991: Safari⁠(d) (film de televiziune)
- 1993: Amour fou⁠(d) (film de televiziune)
- 1996: La Nouvelle tribu⁠(d) (serial de televiziune)
- 1996: Mon père avait raison⁠(d) (film de televiziune)
- 1997: Un coup de baguette magique⁠(d) (film de televiziune, cu fiul său, Christian Vadim⁠(d))

### Scenarist sau producător
(pentru alți regizori )
- 1950: Maria Chapdelaine⁠(d), regia Marc Allégret
- 1953: Le gouffre de la Pierre Saint-Martin, regia Michel Bernheim (scurt metraj)
- 1954: L'amante di Paride⁠(d), regia Marc Allégret
- 1956: Cette sacrée gamine⁠(d), regia Michel Boisrond⁠(d)
- 1956: En effeuillant la marguerite⁠(d), regia Marc Allégret
- 1957: Sois belle et tais-toi⁠(d) („Fii frumoasă, dar taci”), regia Marc Allégret
- 1962: Et Satan conduit le bal⁠(d), regia Grisha Dabat
- 1962: Pariziencele, regia Marc Allégret

### Actor
- 1952: The Long Teeth⁠(d), regia Daniel Gélin
- 1955: Futures vedettes⁠(d) („Viitoare vedete”), regia Marc Allégret
- 1956: Et Dieu... créa la femme (Și Dumnezeu a creat femeia (film din 1956)⁠(d)), regia Roger Vadim
- 1959: Testamentul lui Orfeu, regia Jean Cocteau
- 1961: Cause toujours, mon lapin⁠(d), regia Guy Lefranc⁠(d)
- 1963: Sweet and Sour⁠(d), regia Jacques Baratier⁠(d)
- 1965: Refluxul⁠(d), regia Paul Gégauff⁠(d)
- 1972: Ciao! Manhattan⁠(d), regia David Weisman și John Palmer
- 1974: La Jeune Fille assassinée⁠(d), regia Roger Vadim
- 1981: Bogate și celebre⁠(d), regia George Cukor
- 1985: Into the Night⁠(d), regia John Landis⁠(d)

## Teatru

### Adaptări
- 1991: Enfin seuls! („În sfârșit singuri!”), de Lawrence Roman, regia Michel Fagadau, Teatrul Saint-Georges.

### Regizor
- 1991: Même heure l'année prochaine („La aceeași oră, anul viitor”), de Bernard Slade, Teatrul Édouard VII
- 2000: Spectacolul L'Homme Rêvé, muzica Jean-Marie Sénia, text Roger Vadim și Jean-Marie Senia (turneu în Franța)

## Lucrări publicate
- Histoires de vampires („Povești cu vampiri”), Ed. Robert Laffont, 1961; reeditare, 1971
- Mémoires du diable („Amintirile diavolului”), Ed. Stock, 1975
- L'Ange affamé („Îngerul flămând”), roman, Ed. Robert Laffont, 1982
- D'une étoile l'autre („De la o stea la alta”), 1986
- Le Fou amoureux („Nebunul îndrăgostit”), roman, Ed. Fixot, 1988
- Le Goût du bonheur : Souvenirs 1940-1958 („Gustul fericirii: Amintiri 1940-1958”), Ed. Fixot, 1993